# Belić
Belić (em cirílico: Белић) é uma vila da Sérvia localizada no município de Valjevo, pertencente ao distrito de Kolubara. A sua população era de 111 habitantes segundo o censo de 2011.

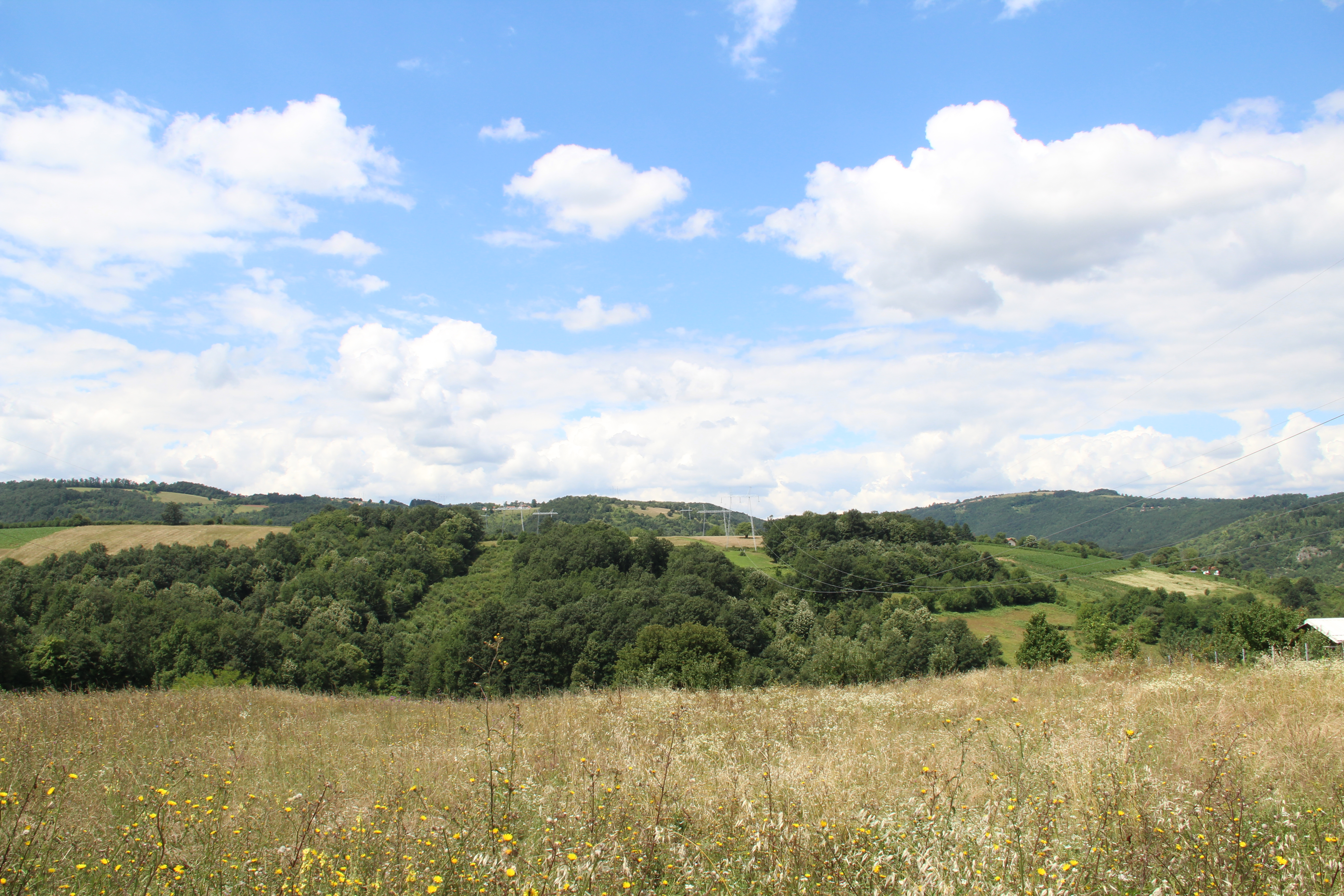
Belić - panorama
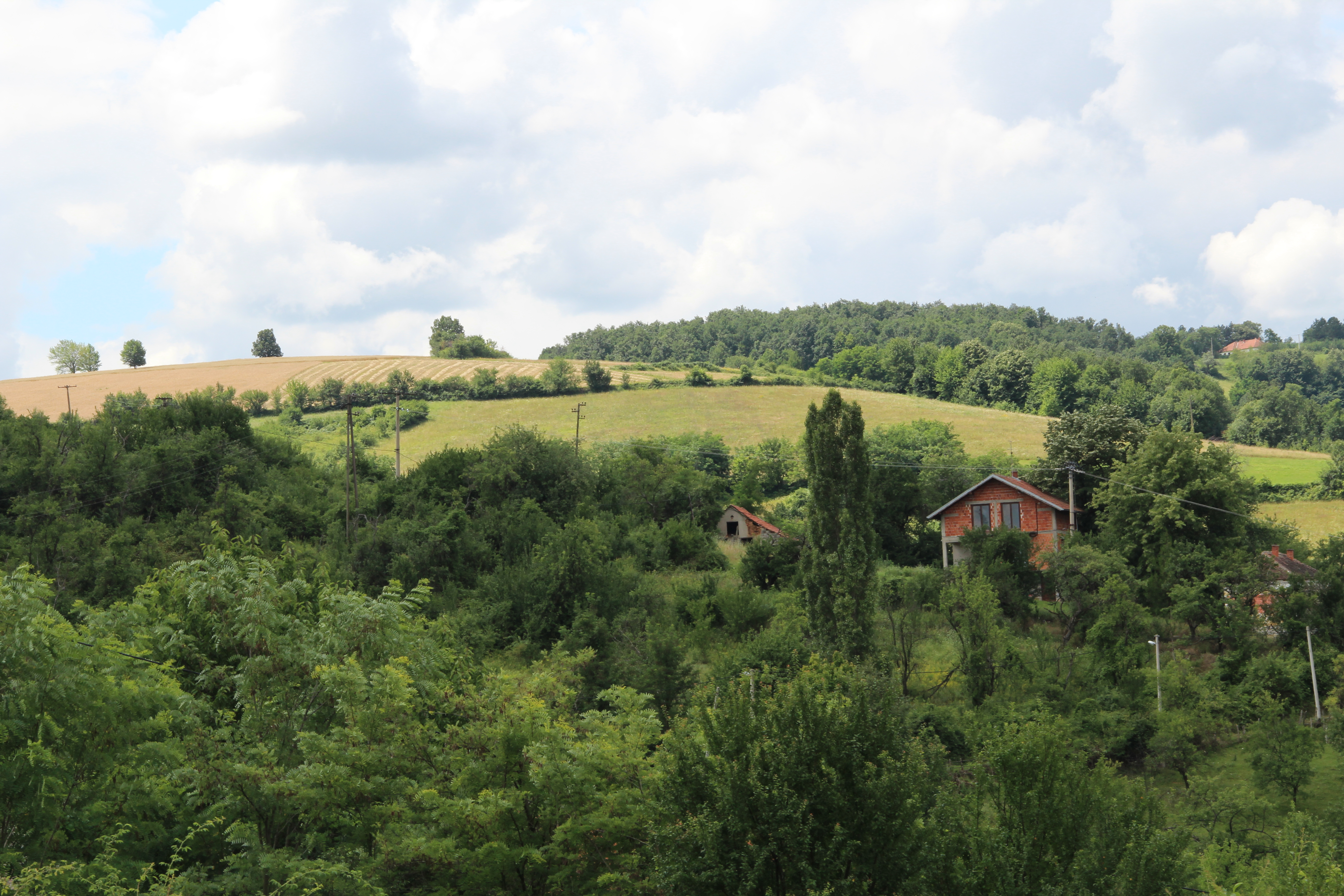
Belić - panorama
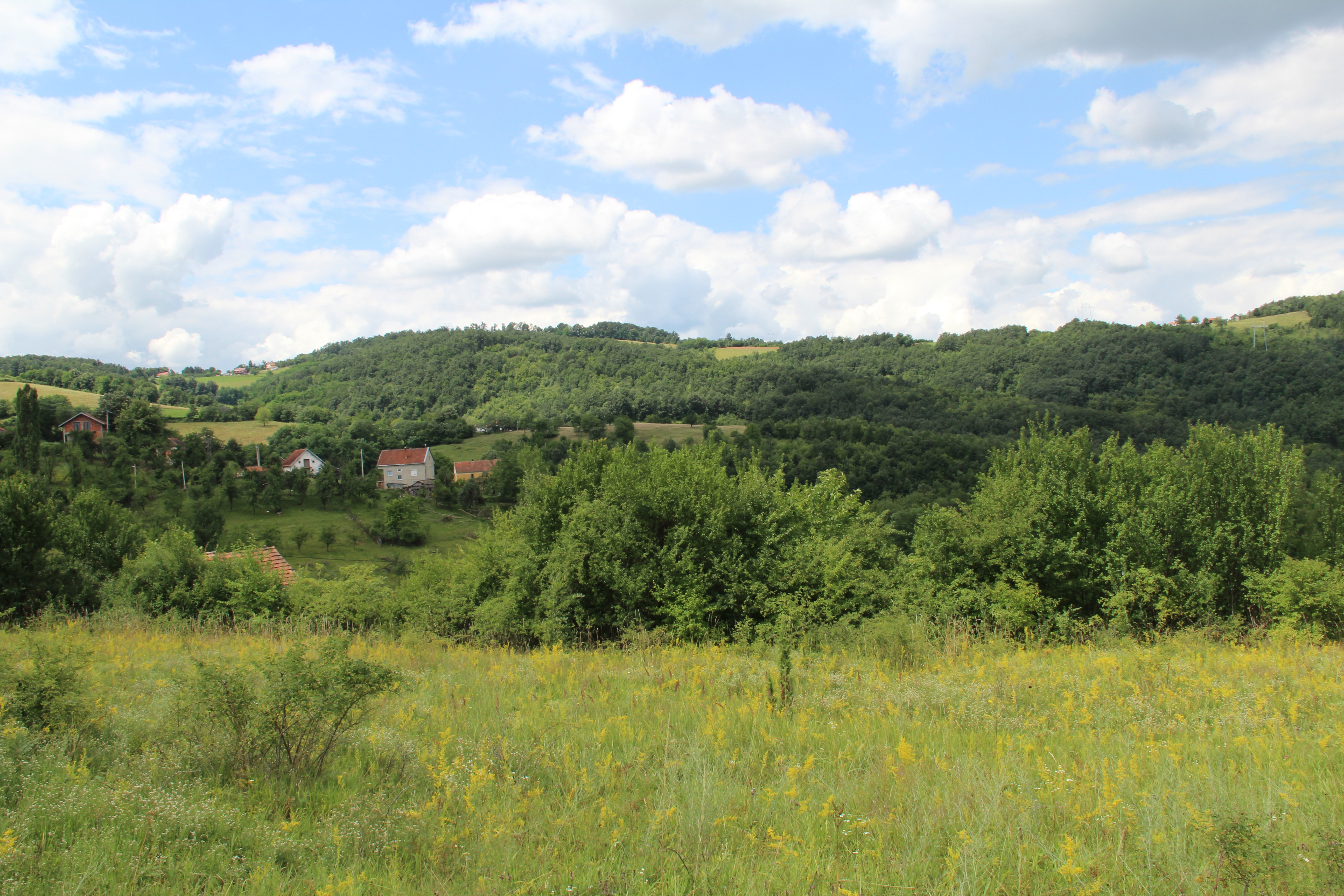
Belić - panorama
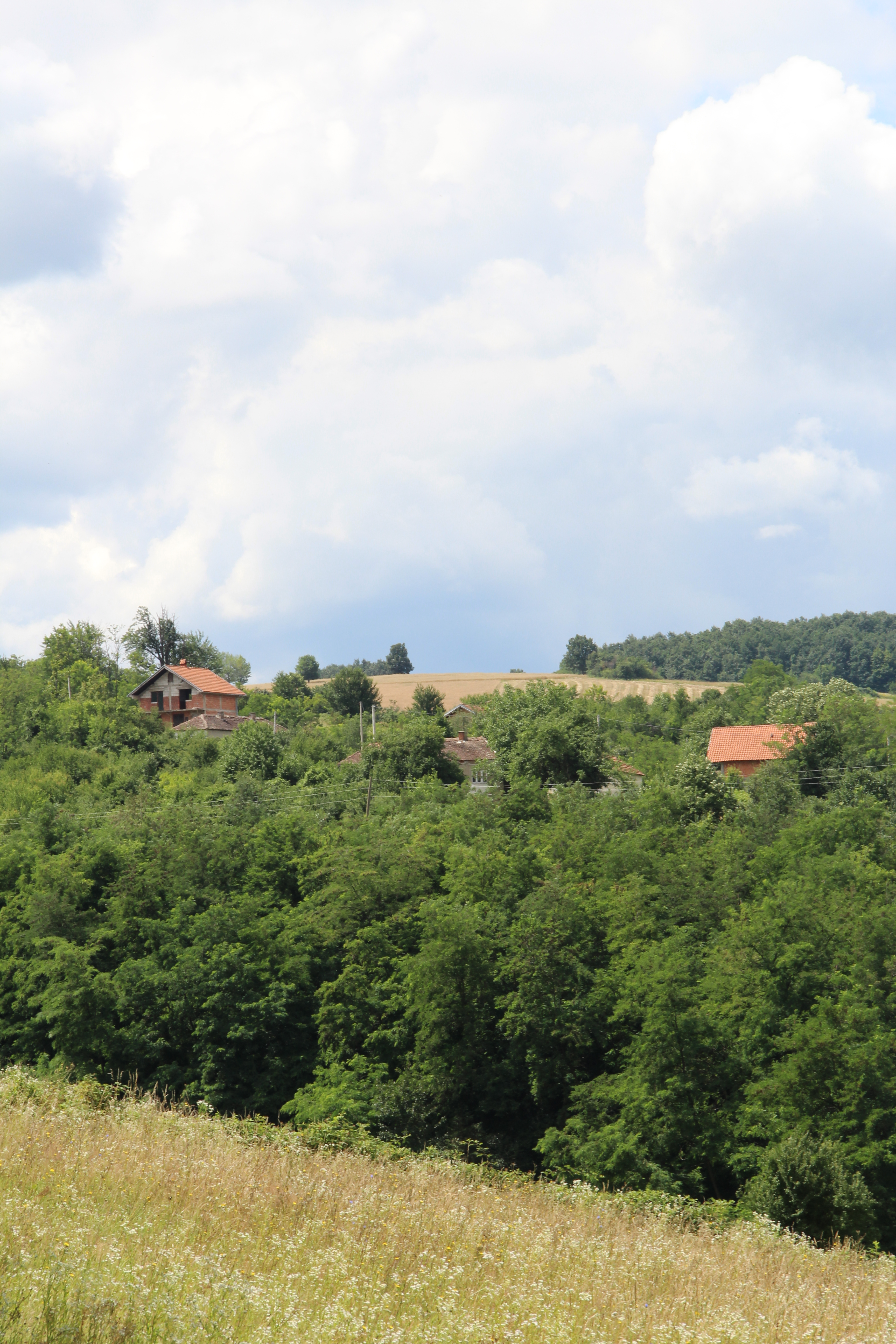
Belić - panorama
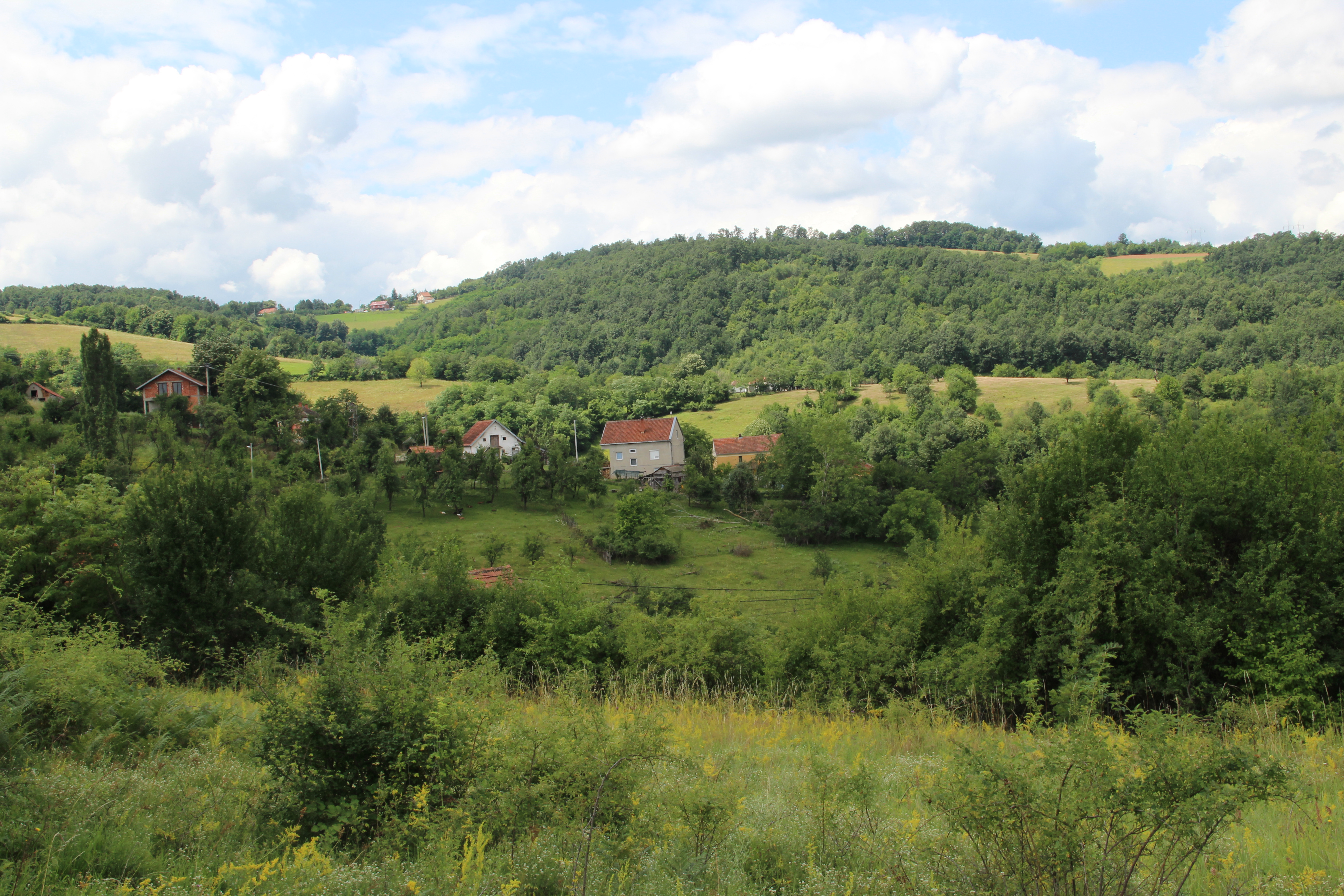
Belić - panorama
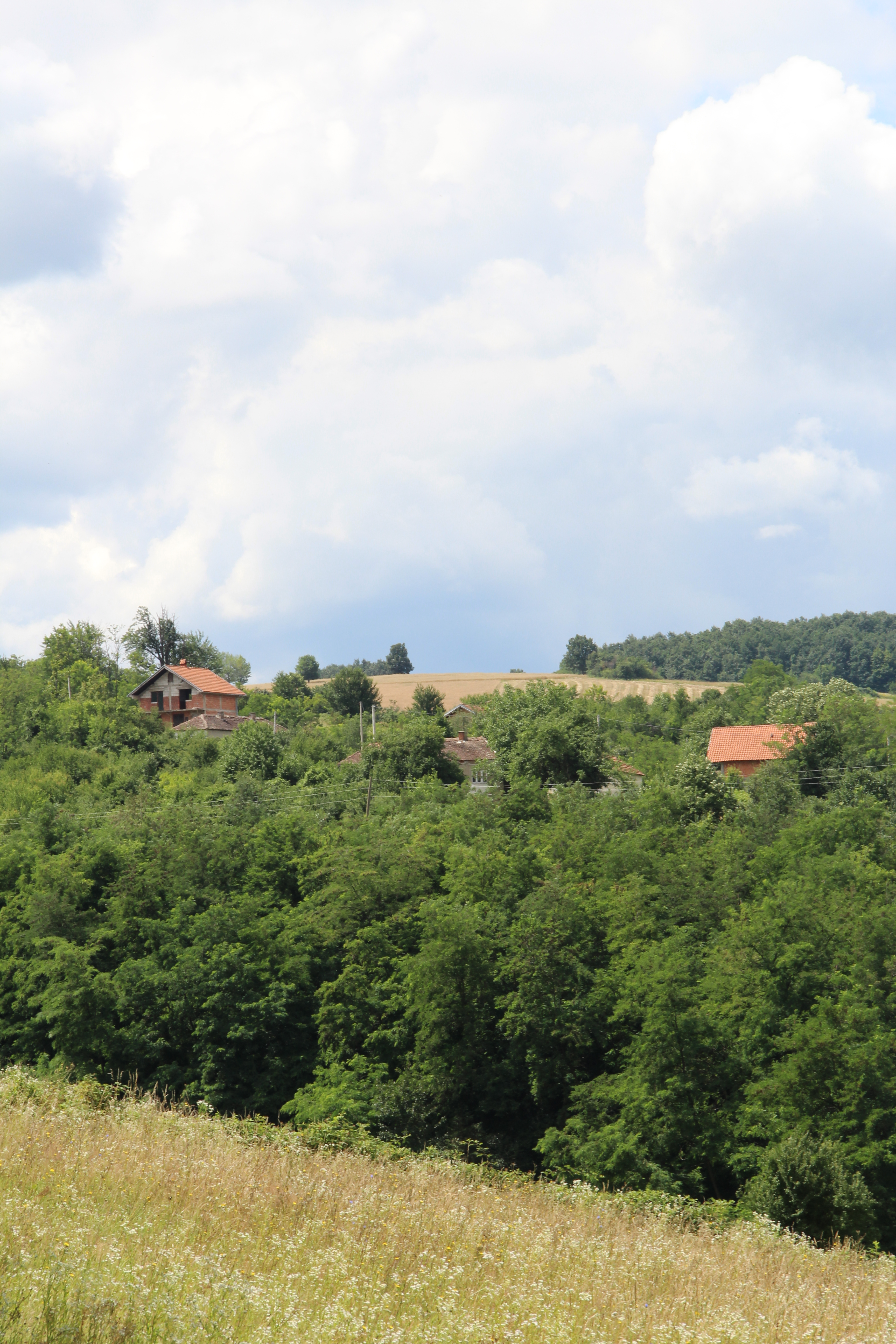
Belić - panorama
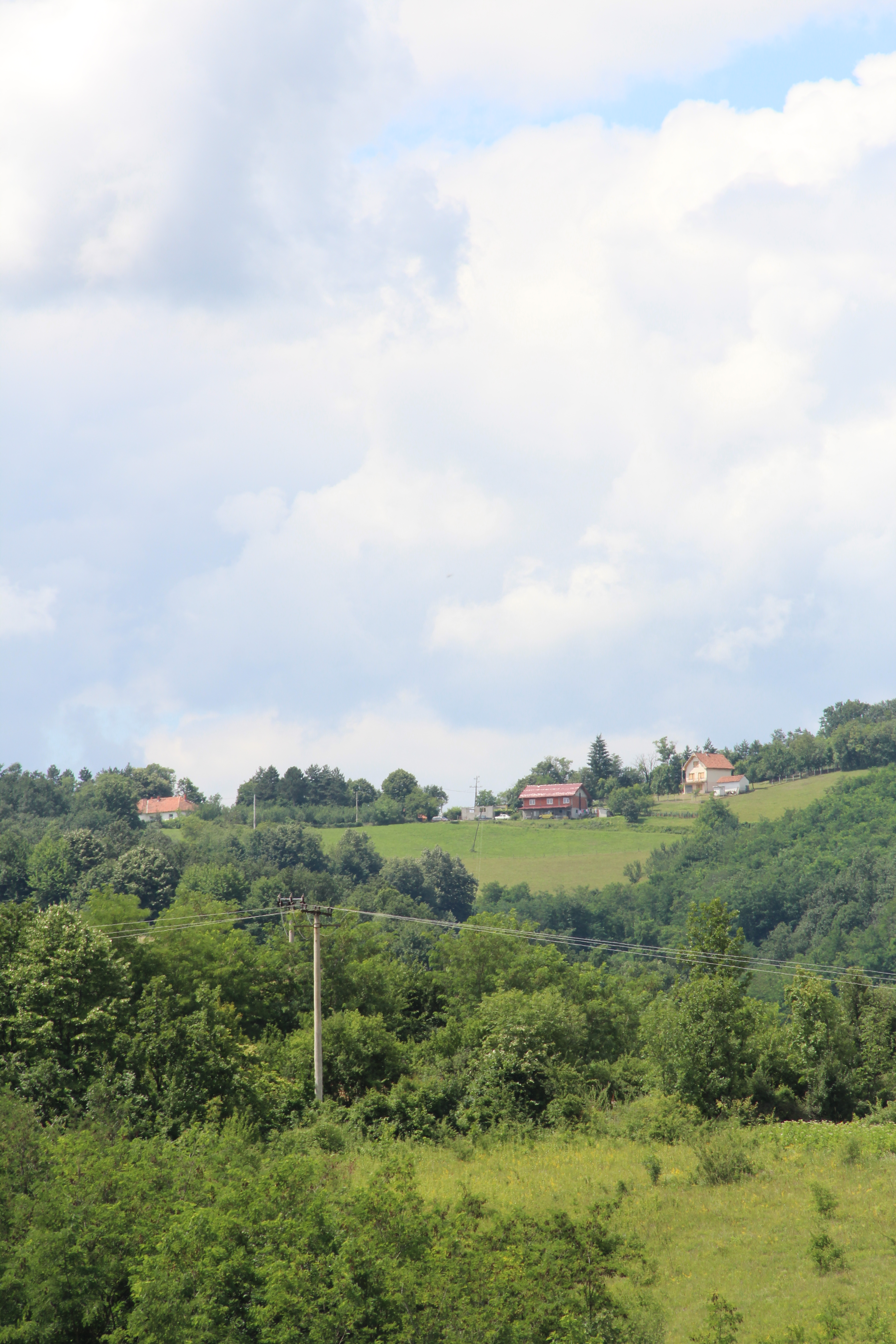
Belić - panorama

## Demografia
| 1948 | 1953 | 1961 | 1971 | 1981 | 1991 | 2002 | 2011 |
| ---- | ---- | ---- | ---- | ---- | ---- | ---- | ---- |
| 142  | 140  | 135  | 133  | 118  | 113  | 124  | 111  |